# Прапор Вітовського району
Пра́пор Вітовського райо́ну — офіційний символ Вітовського району Миколаївської області, затверджений рішенням сесії районної ради № 3 від 22 грудня 2017 року.

## Опис
Прямокутне полотнище із співвідношенням сторін 2:3 повторює в основному колористику та символіку герба Вітовського району.
Полотнище поділене вертикально на синє, біле і синє поля із співвідношенням 1:2:1. По центру прапора у білому полі кольорове зображення герба Вітовського району.
Синій колір на прапорі символізує відродження, щирість і вірність, також духовність і чистоту. Синій колір нагадує про межування земель Вітовського району з Бузьким лиманом.
Білий колір (у геральдиці замінює срібний) символізує відкритість, примирення і доброту.
Відстань від верхнього краю прапора до верхнього краю герба становить 20 % від ширини прапора (вертикальної сторони).
Висота гербового щита становить 60 % від ширини прапора.
Прапор району є офіційним атрибутом місцевого самоврядування, символом єдності територіальних громад Вітовського району та взаєморозуміння її мешканців.
Прапор є символом духовної височини, спрямованості до моральних ідеалів, стабільності і мирного співіснування, символом краси сучасного району, історичної спадщини та природного багатства місцевості, де розташований район.

## Прапор 2012—2017 років

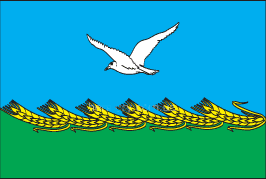
Прапор 2012—2017 років

Затверджений 24 лютого 2012 року рішенням № 5 17 сесії Жовтневої районної ради 6 скликання. Автор проекту прапора — Ігор Дмитрович Янушкевич. 31 травня 2012 року рішенням № 4 19 сесія районної ради 6 скликання внесла зміни до символіки району.
Спочатку прапор виглядав як прямокутне полотнище з синтезом державних кольорів України, розділений паралельно на дві рівні частини стилізованим колосом пшениці з чайкою на блакитному фоні.
Після внесення змін, прапор являє собою прямокутне полотнище, поділене горизонтально у співвідношенні 1:2 на синю і зелену смуги рядом з жовтих колосків. В центрі синьої смуги розміщена біла чайка.
Висота синього поля (від верхнього краю до вершини колоска) становить 50,6 % висоти прапора, висота зеленого поля (від нижнього краю до нижньої частини колоска) становить 33,4 % висоти прапора, висота орнаменту (від вершини колоска до його нижньої частини) становить 16 % висоти прапора. Розмір (висота) чайки (від верхнього крила до низу чайки) становить 32 % висоти прапора.
Відповідно до рішення районної ради:
- Пшеничні колоски — символ багатства території району, на родючих землях якого вирощуються високі врожаї сільгосппродукції.
- Морська чайка у синьому полі нагадує про розташування району на півдні області, береги якого омиває Бузький лиман.
- Чайка уособлює собою історичне минуле і сучасність території району — швидкий рух козацьких човнів-чайок для захисту територій Прибужжя від загарбників та вільний політ над просторами золотих пшеничних полів, зрощених руками хліборобів краю.
- Синій колір символізує вірність і чесність.
- Зелений колір втілює надію, достаток та волю.
- Жовтий колір означає багатство, знатність та постійність.